# Керосин

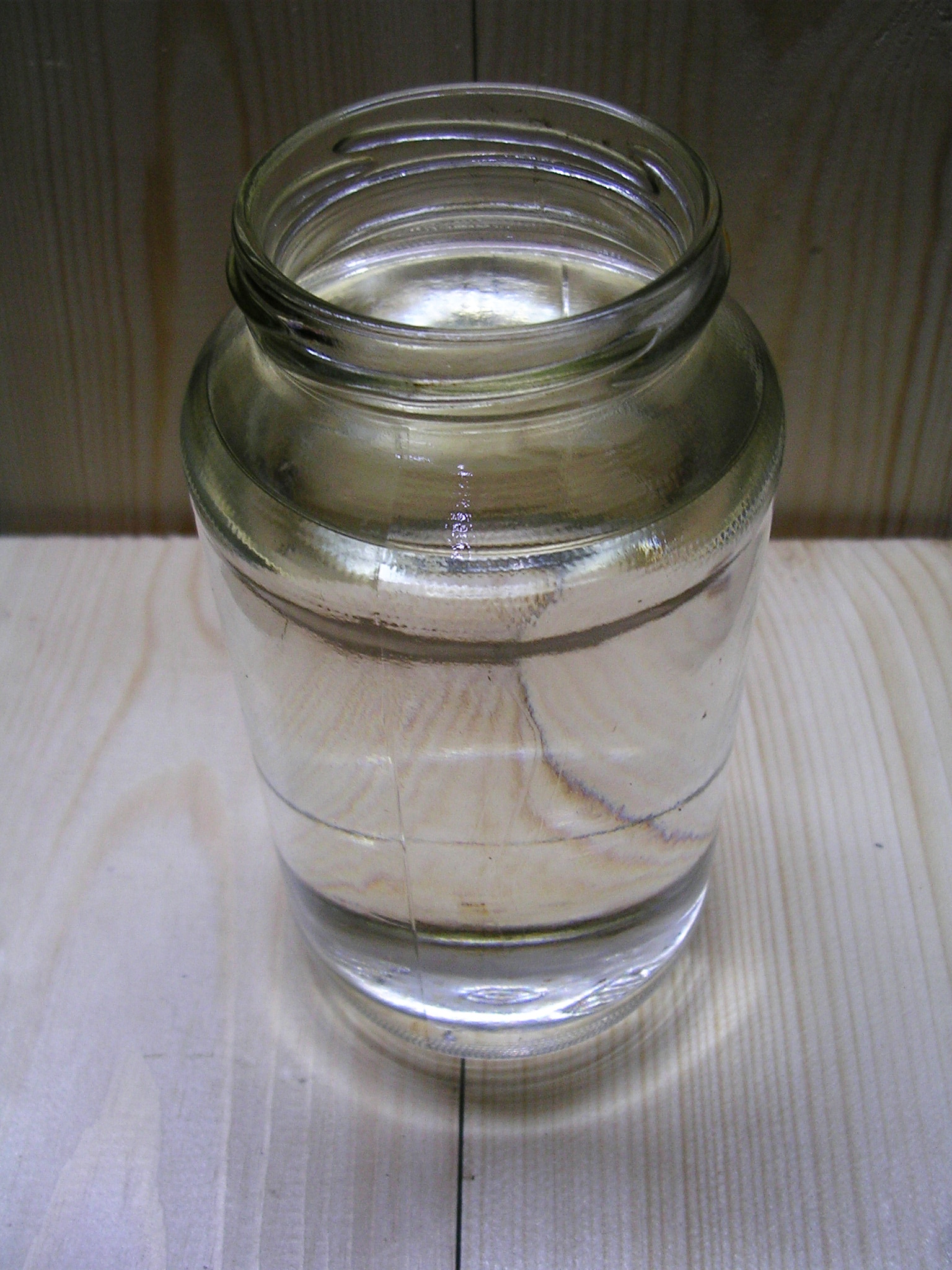
720 мл осветительного керосина

Кероси́н (англ. kerosene фр. kerosine от др.-греч. κηρός — «воск») — горючая смесь жидких углеводородов (от C8 до C15) с температурой кипения от +150 до +250 °C, прозрачная, бесцветная (или слегка желтоватая), слегка маслянистая на ощупь, получаемая путём прямой перегонки или ректификации нефти.

## Свойства и состав
Плотность 0,78—0,85 г/см³ (при +20 °C), вязкость 1,2—4,5 мм²/с (при +20 °C), температура вспышки +28…+72 °C, температура самовоспламенения 200—400 °С (в зависимости от давления среды), теплота сгорания около 43 МДж/кг.
В зависимости от химического состава и способа переработки нефти, из которой получен керосин, в его состав входят:
- предельные алифатические углеводороды — 20—60 %,
- нафтеновые углеводороды 20—50 %,
- бициклические ароматические 5—25 %,
- непредельные углеводороды — до 2 %,
- примеси сернистых, азотистых или кислородных соединений.

## Название
Происхождение названия, согласно Большой советской энциклопедии: «Керосин (англ. kerosene, от греческого kerós — воск)».
В XIX веке часто применялось название «фотоген».

## История

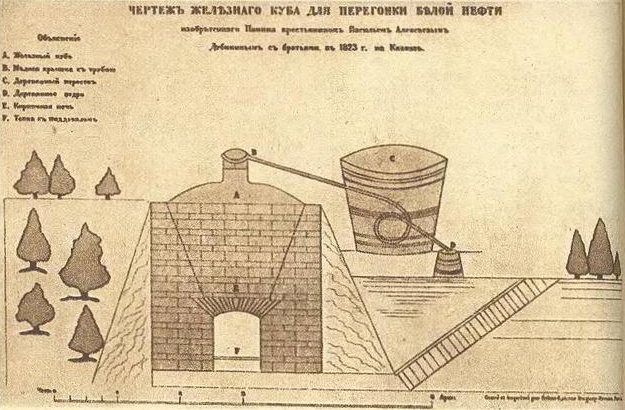
Нефтеперегонный куб братьев Дубининых

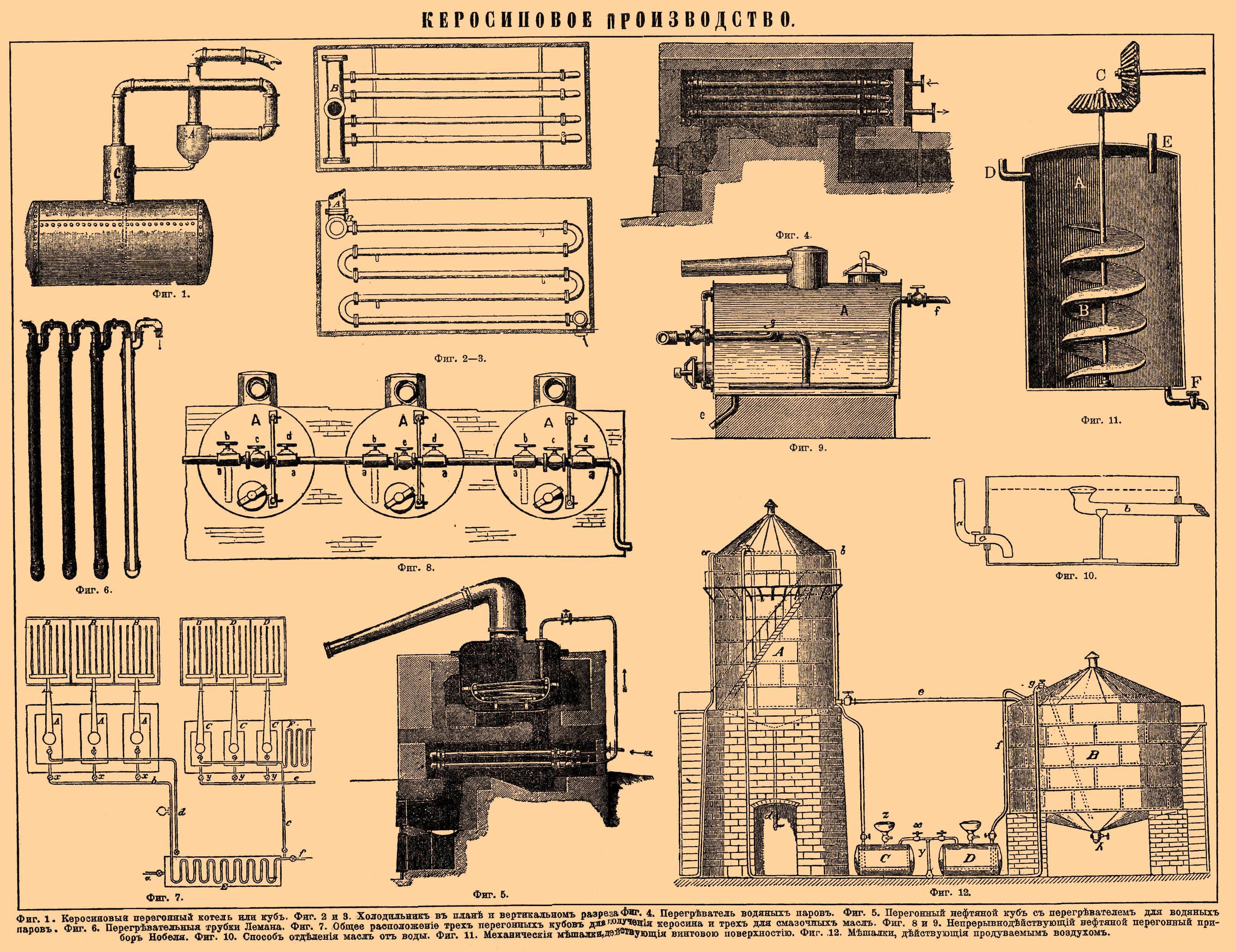
Нефтеперегонные устройства конца XIX века

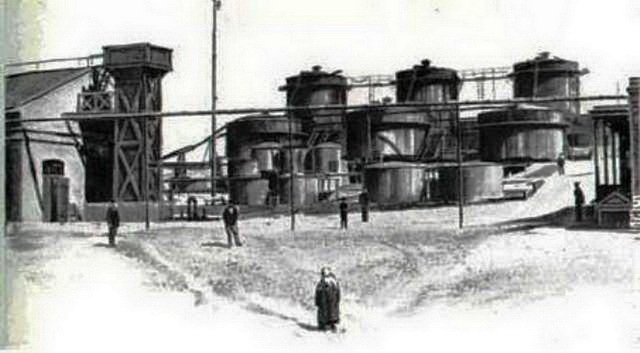
Керосиновый завод в Баку, 1890 год

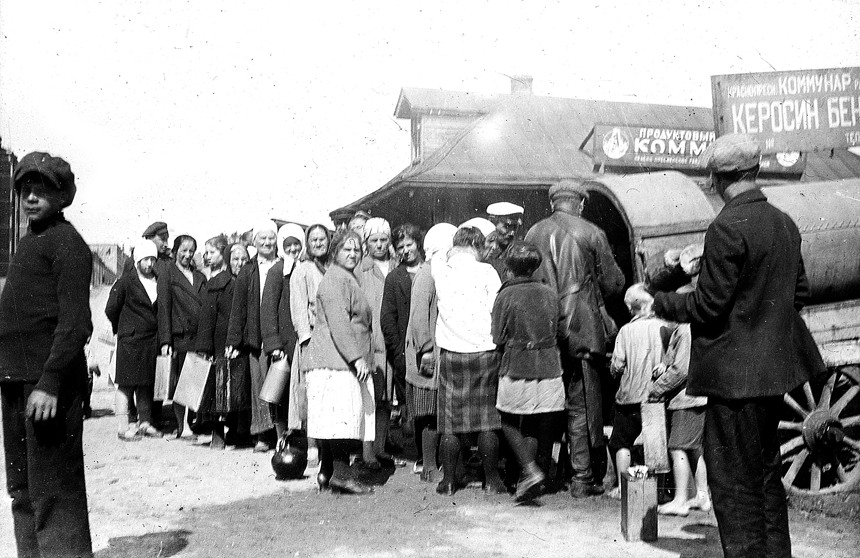
Очередь за керосином. Москва, 1920-е годы

До середины XIX века для освещения сжигали всевозможные жиры или светильный газ. Однако жиры давали меньше света, больше копоти, неприятно пахли, оставляли большой нагар и засоряли лампы отложениями. Промышленная добыча китовой ворвани для осветительных целей привела к катастрофическому уменьшению поголовья китов. Появление керосина оценили по достоинству, и он быстро вытеснил жиры.

Сведения о дистилляции нефти начинаются с X века н. э. Однако широкого применения продукты дистилляции не находили, несмотря на сведения об использовании нефти в масляных лампах. В 1733 году врач Иоганн Лерхе, посетив бакинские нефтепромыслы, записал наблюдения о перегонке нефти: 
Нефть не скоро начинает гореть, она тёмно-бурого цвета, и когда её перегоняют, то делается светло-жёлтою. Белая нефть несколько мутна, но по перегонке так светла делается, как спирт, и сия загорается весьма скоро.
В 1746 году рудознатец Ф. С. Прядунов поставил нефтеперегонный завод на реке Ухте на естественном источнике нефти. Однако удалённость от цивилизации затруднила работу завода, который не смог обеспечить прибыльность и четверть века спустя был заброшен. В 1823 году крепостные крестьяне братья Дубинины построили нефтеперегонный куб на Северном Кавказе недалеко от Моздока возле аула Акки-Юрт. Это предприятие проработало более 20 лет, поставляя несколько сот пудов продуктов перегонки нефти в год для аптечных и осветительных целей. По-видимому, это первая промышленная установка перегонки нефти, сведения об устройстве которой дошли до наших дней. Получавшиеся при этом бензин и мазут имели крайне ограниченное применение. Например, бензин применялся в аптекарских и ветеринарных целях, а также в качестве бытового растворителя, и поэтому большие его запасы нефтепромышленники попросту выжигали в ямах или сливали в водоёмы. Мазут ограниченно применяли как заменитель угля в паровых машинах, а также для получения смазочных масел.
Начало массовому промышленному использованию светлых нефтепродуктов в освещении было положено в 1840-х — 1850-х годах. Разными людьми было продемонстрировано получение из угля, битума, нефти светлой малопахучей горючей жидкости путём нагрева этих веществ и отгонки продуктов. Был получен ряд патентов.
Название «керосин» предложил канадский физик и геолог Абрахам Геснер, в 1846 году продемонстрировавший полученное нагреванием угля осветительное масло, не дававшее копоти. Метод Геснера не позволял получить дешёвый продукт, но дал толчок дальнейшим исследованиям.
В 1851 году вступила в строй первая промышленная перегонная установка в Англии.
В 1853 году во Львове И. Лукасевичем и Я. Зехом была изобретена безопасная керосиновая лампа. В 1854 году была зарегистрирована торговая марка «керосин». Начался процесс замены масляных ламп на керосиновые.
Именно развитие керосинового освещения в середине XIX века привело к повышению спроса на нефть и к развитию способов её добычи. С этого момента начинается бурное развитие керосинового промысла, потянувшее за собой нефтедобычу. В 1857 году Василий Кокорев в Сураханах близ Баку построил нефтеперегонный завод начальной мощностью 100 тыс. пудов керосина в год. К концу века в России производили уже около 100 млн пудов керосина в год.
В 1863 году американец венгерского происхождения Ласло Шандор выиграл конкурс на керосиновое освещение улиц Санкт-Петербурга и в столице Российской империи появились 7 тысяч керосиновых фонарей. Спустя два года француз Фредерик Боаталь установил в Москве 9 тысяч керосиновых фонарей. 
В дореволюционной России керосин входил в состав денежно-натуральной формы заработка заводских рабочих.
Востребованность керосина в быту в конце XIX — начале XX веков повысилась в связи с появлением приборов для приготовления пищи — примуса и керосинки. На территории России и СССР последняя, заменив дровяные плиты, пользовалась популярностью с середины 1920-х годов до конца 1950-х.
В начале XX века керосин уступил своё лидирующее положение на мировом рынке нефтепродуктов бензину из-за распространения двигателей внутреннего сгорания и электрического освещения. Вновь значение керосина начало возрастать только с 1950-х годов, ввиду развития реактивной и турбовинтовой авиации, для которой именно этот вид нефтепродуктов (авиакеросин) оказался практически идеальным топливом.

## Получение
Получается путём перегонки или ректификации нефти, а также вторичной переработкой нефти. При необходимости подвергается гидроочистке.

## Техника безопасности
Керосин — токсичное вещество. В соответствии с ГОСТом 12.1.007-76 керосин является токсичным малоопасным веществом по степени воздействия на организм, 4-го класса опасности.
Керосин в больших концентрациях проявляет общетоксичное и наркотическое действия; раздражает слизистые оболочки.
Рекомендуемая ПДК в воздухе — 300 мг/м³.

## Применение
Керосин применяют как реактивное топливо в самолётах и ракетах (авиационный керосин), горючее при обжиге стеклянных и фарфоровых изделий, для бытовых нагревательных и осветительных приборов (керосин осветительный), в аппаратах для резки металлов, как растворитель (например, для нанесения пестицидов), в качестве рабочей жидкости в электроэрозионных станках, сырья для нефтеперерабатывающей промышленности. Керосин может использоваться как заменитель зимнего и арктического дизтоплива для дизельных двигателей, однако необходимо добавить противоизносные и цетаноповышающие присадки; цетановое число керосина около 40, ГОСТ требует не менее 45. Для многотопливных двигателей (на основе дизельного двигателя) возможно кратковременное применение чистого керосина и даже бензина АИ-80. Зимой допускается добавление до 20 % керосина в летнее дизельное топливо для снижения температуры застывания, при этом не ухудшаются эксплуатационные характеристики. Также керосин — основное топливо для проведения фаер-шоу (огненных представлений), из-за хорошей впитываемости и относительно низкой температуры горения. Применяется также для промывки механизмов, для удаления ржавчины.

### Авиационный керосин
Авиационный керосин — это моторное топливо для газотурбинных двигателей различных летательных аппаратов. Представляет собой керосиновые фракции прямой перегонки нефти, часто с гидроочисткой и добавкой комплекса присадок для улучшения эксплуатационных свойств. В РФ для дозвуковой авиации производится пять марок топлива (ТС-1, Т-1, Т-1С, Т-2 и РТ), для сверхзвуковой — две (Т-6 и Т-8В).
Авиационные реактивные топлива проходят в общей сложности до 8 ступеней контроля качества, а в Российской Федерации, кроме того, и приёмку военным представителем.
Авиационный керосин служит не только моторным топливом в турбовинтовых и турбореактивных двигателях летательных аппаратов, но также и хладагентом в различных теплообменниках (топливно-воздушные радиаторы ТВР) и применяется для смазывания многочисленных движущихся деталей топливных и двигательных систем. Поэтому он должен обладать хорошими противоизносными (характеризуют уменьшение изнашивания трущихся поверхностей в присутствии топлива) и низкотемпературными свойствами, высокой термоокислительной стабильностью и большой удельной теплотой сгорания. В двигателях сверхзвуковых самолётов моторное топливо (керосин) также служит рабочей жидкостью в гидроцилиндрах системы регулирования проходного сечения реактивного сопла (подвижных створок), и управления поворотным соплом в двигателях с управляемым вектором тяги (УВТ). Также реактивные топлива широко применяются в качестве растворителя при техническом обслуживании воздушных судов, при очистке от загрязнений ручным либо машинным способом (например, в ультразвуковой установке для очистки фильтров в качестве рабочей жидкости применяется авиакеросин).

### Ракетное топливо
Керосин применяется в ракетной технике в качестве экологически чистого углеводородного горючего, и, одновременно, рабочего тела гидромашин. Использование керосина в ракетных двигателях было предложено Циолковским в 1914 году. 
В паре с жидким кислородом используется на нижних ступенях многих РН: советских/российских — «Союз», «Молния», «Зенит», «Энергия», «Ангара» (горючее марок «Т-1» и «РГ-1»); американских — серий «Дельта» и «Атлас-5» (горючее «RP-1» (Rocket Propellant-1), близкое к советскому/российскому РГ-1). Для повышения плотности, и, тем самым, эффективности ракетной системы, топливо часто переохлаждают. 

В СССР в ряде случаев использовался синтетический заменитель керосина, синтин, позволявший поднять эффективность работы двигателя, разработанного под керосин, без существенных изменений в конструкции.

### Технический керосин
Технический керосин используют как сырьё для пиролитического получения этилена, пропилена и ароматических углеводородов, в качестве топлива в основном при обжиге стеклянных и фарфоровых изделий, как растворитель при промывке механизмов и деталей. Деароматизированный путём глубокого гидрирования керосин (содержит не более 7 % ароматических углеводородов) — растворитель в производстве ПВХ полимеризацией в растворе. В керосин, используемый в моечных машинах, для предупреждения накопления зарядов статического электричества добавляют присадки, содержащие соли магния и хрома.
Ввиду сильной химической активности щелочных и щелочноземельных металлов по отношению к кислороду, воде и азоту в воздухе, данные металлы хранят под слоем керосина, чтобы предотвращать самопроизвольное окисление металлов на воздухе.

### Применение в быту

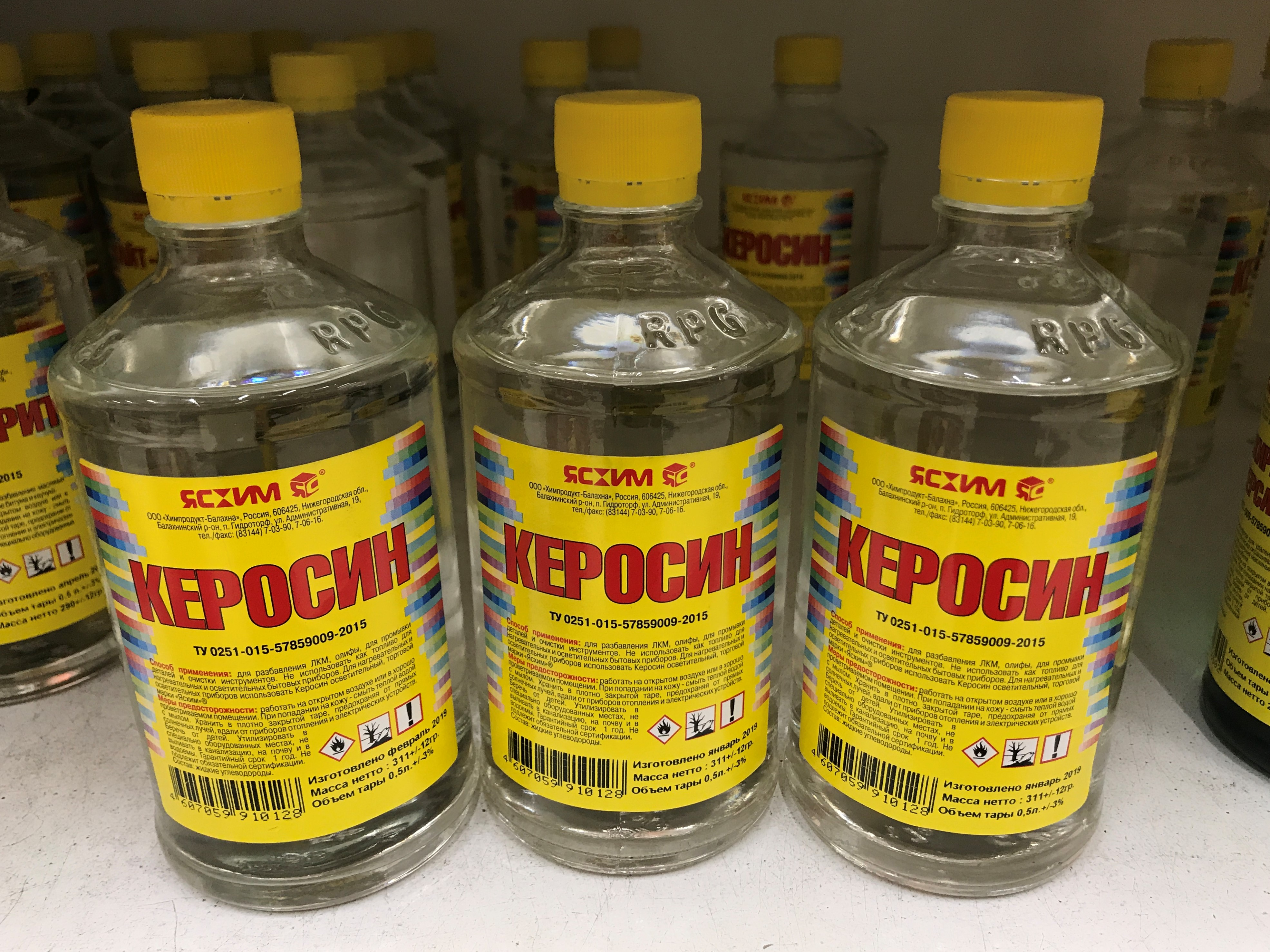
Керосин, расфасованный в бутылки для бытового применения

В быту керосин в основном применяют в керосиновых лампах, в качестве топлива для разного типа кухонных плит (керогаз, керосинка, примус), для отопления, в качестве растворителя, средства для очистки (например, отлично смывает остатки термопаст), промывки (например, подшипников перед запрессовкой новой смазки), для снятия старых лакокрасочных покрытий, в качестве обезжиривателя, для разбора закисших резьбовых соединений. Качество керосина в лампах определяется в основном высотой некоптящего пламени в миллиметрах. Данное число отображается в марке керосина. Улучшению качеств керосина может содействовать гидроочистка.

#### Характеристики осветительного керосина
Нормы характеристик осветительных керосинов в России задаются стандартами ГОСТ 11128-65 «Керосин осветительный из сернистых нефтей» и ГОСТ 4753-68 «Керосин осветительный», по последнему стандарту показатели следующие:
| Показатель                            | КО-30                           | КО-25                           | КО-22                           | КО-20                           |
| ------------------------------------- | ------------------------------- | ------------------------------- | ------------------------------- | ------------------------------- |
| Плотн., (при +20 °C), г/см³, не более | 0,790                           | 0,805                           | 0,805                           | 0,830                           |
| Фракционный состав, °C                | выкипает, % по объёму, не менее | выкипает, % по объёму, не менее | выкипает, % по объёму, не менее | выкипает, % по объёму, не менее |
| 20                                    | 20                              | —                               | —                               | —                               |
| 25                                    | 20                              | —                               | 20                              | —                               |
| 80                                    | —                               | —                               | —                               | 27                              |
| Конец кипения, не выше                | 280                             | 300                             | 280                             | 310                             |
| Т. вспышки, °C, не ниже               | +48                             | +40                             | +40                             | +40                             |
| Т. помутнения, °C, не выше            | −15                             | −15                             | −15                             | −12                             |
| Содержание S, % по массе, не более    | 0,003                           | 0,003                           | 0,003                           | 0,003                           |
| Кислотное число, не более             | 1,3                             | 1,3                             | 1,3                             | 1,3                             |

### Автотракторный керосин

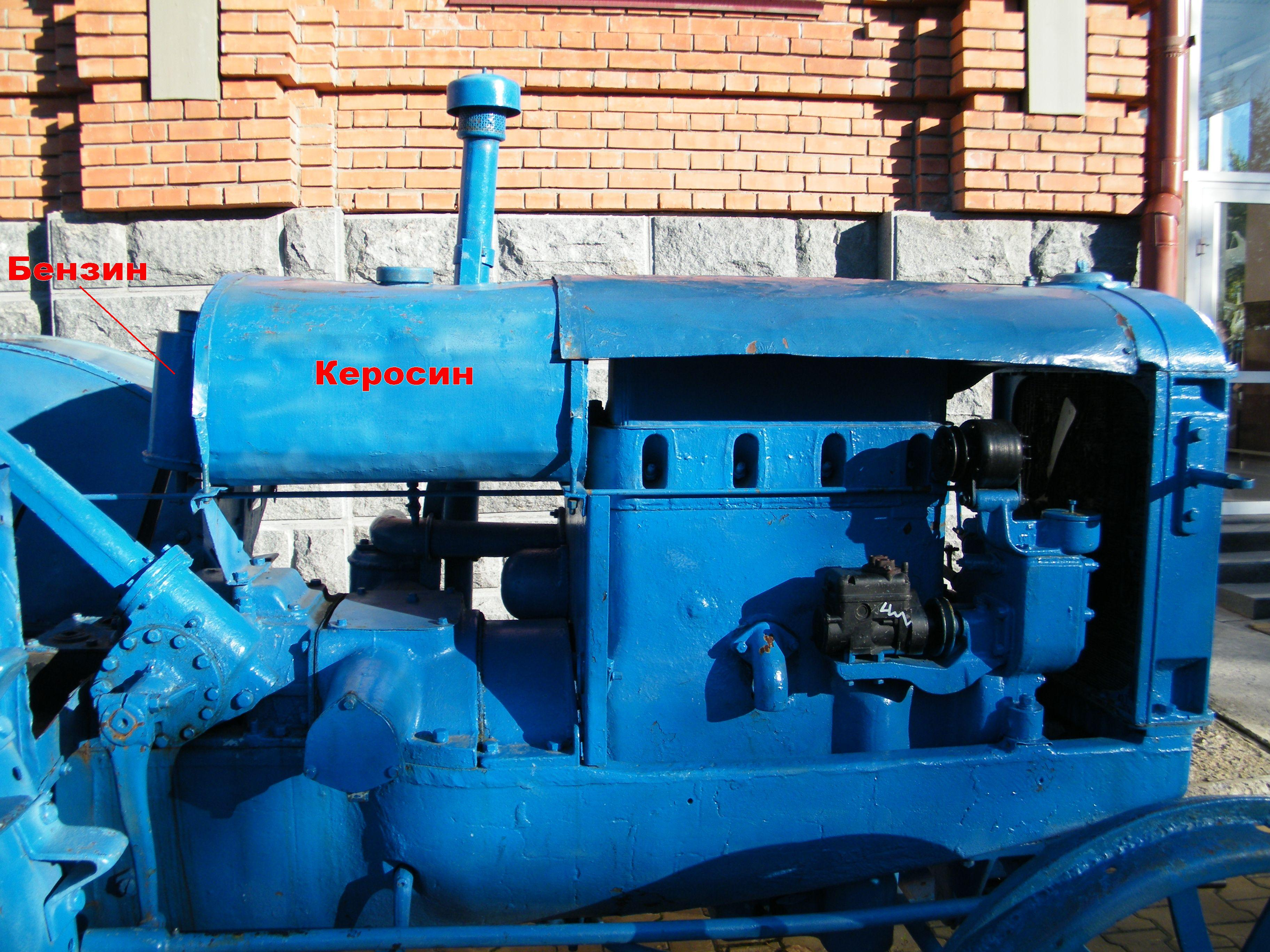
Трактор СХТЗ 15/30, большой топливный бак — для керосина, малый — для бензина. На двигателе видны свечи зажигания.

На заре развития двигателей внутреннего сгорания керосин широко применялся как топливо для дизельных и карбюраторных двигателей внутреннего сгорания. Однако октановое число керосина низкое (ниже 50), поэтому двигатели были с низкой степенью сжатия (4,0—4,5, не более). Так как испаряемость керосина хуже, чем у бензина, запустить холодный двигатель было сложнее. Поэтому тракторы первой половины XX века, работавшие на керосине, имели дополнительный (малый) бензиновый топливный бак. Холодный двигатель запускался на бензине, после его прогрева до рабочей температуры тракторист переключал карбюратор на керосин.

### В народной медицине
В терапевтических целях применяли доступный, продававшийся в нефтелавках осветительный керосин. При самолечении керосин использовали против ангины, дифтерии, педикулёза, и болезней суставов (тодикамп).
Керосином протирали мебель, стремясь избавиться от постельных клопов.